# Nicholas Lyons
Nicholas Lyons, né le 20 décembre 1958, est un financier anglo-irlandais, lord-maire de Londres de 2022 à 2023.

## Biographie
Fils cadet du Dr Leland Lyons, de 1972 à 1977 il étudie au King's School de Canterbury, avant de poursuivre ses études au Gonville & Caius College à Cambridge, où il est nommé B.A.
Lyons travaille comme assistant de recherche politique à Londres puis à Bruxelles chez la Commission CEE sous la directeur général des relations extérieures, avant de rejoindre la Morgan Guaranty Trust Company (New York) à Londres en 1982 pendant 12 ans, puis chez Salomon Brothers à partir de 1994 à 1995. Il part ensuite avec une équipe chez Lehman Brothers où il travaille de 1995 à 2003.
Élu alderman depuis 2017, Lyons est nommé aussi magistrat de Londres. 
En tant que lord-maire, il est le porte-parole et promoteur des entreprises de la Cité, qui sont pour la plupart des sociétés financières. En congé sabbatique pendant ses fonctions civiques, Lyons est président de Phoenix Group Holdings, une société du FTSE 100. 
Membre des vénérable compagnies des Tailleurs et des Boulangers, Lyons est élu lord-maire de Londres, entrant en fonction le 11 novembre 2022, aussi nommé chevalier dans l'ordre de Saint-Jean (KStJ). 
Lyons espère d'étendre la sécurité de la vieillesse d'après Charles Booth aussi bien que stimuler la croissance économique britannique à travers le monde en promouvant le « financement de notre avenir ».
Avant d'entrer en fonctions, le nouveau lord-maire participe au traditionnel défilé civique où, connu le Lord Mayor's Show, il traverse le cœur historique de Londres pour prêter serment de loyauté envers le souverain britannique en présence des juges de la Cour d'appel royale.
En 1986 Lyons se marie avec Felicity Parker, dont il a 4 enfants.

## Distinctions honorifiques
- : Chevalier de justice (KStJ) dans l'ordre de Saint-Jean (2022)[4]